# Čakovec
Čakovec (węg. Csáktornya, niem. Csakathurn lub Tschakathurn) – miasto w Chorwacji, w żupanii medzimurskiej, siedziba miasta Čakovec. Leży pomiędzy rzekami Murą i Drawą. W 2011 roku liczył 15 147 mieszkańców.
Większość populacji miasta to etniczni Chorwaci i katolicy, natomiast mniejszość stanowią Serbowie, Węgrzy, Słoweńcy i Cyganie. W 1910 roku spis powszechny wykazał, że w miejscowości mieszkało 5213 osób, w tym 2433 Węgrów, 2404 Chorwatów i 251 Niemców. W latach 1941–1945 było pod okupacją węgierską.

## Gospodarka
W mieście rozwinął się przemysł tekstylny, spożywczych, materiałów budowlanych oraz hutniczy.

## Miasta partnerskie
- Nagykanizsa, Węgry
- Płońsk, Polska
- Schramberg, Niemcy